# Victor Brauner
Victor Brauner (ur. 15 czerwca 1903 w Piatra Neamț, zm. 12 marca 1966 w Paryżu) – rumuński malarz.

## Życiorys
Urodził się jako syn żydowskiego kupca Hermanna i gospodyni domowej Deborah. W latach 1912–1913 wraz z rodziną podróżował po Europie, zatrzymując się na dłużej w Wiedniu i Hamburgu, w 1914 wrócił do Piatra Neamț, gdzie skończył szkołę podstawową. Po wybuchu I wojny światowej 1914-1915 jego rodzice szukali nowego domu, w 1916 tymczasowo zamieszkali z nim w Braile, gdzie podjął naukę w liceum, a w 1919 rodzina ostatecznie osiadła w Bukareszcie. Później krótko studiował sztuki piękne w akademii w Bukareszcie, w październiku 1924 zorganizował pierwszą osobistą wystawę (50 prac) i założył magazyn artystyczny 75 HP, w którym zamieścił swój manifest. W latach 1925–1927 przebywał w Paryżu, w 1929 w Bukareszcie poślubił Margitt Kosch, z którą w 1930 osiadł w Paryżu. Tam zafascynował się malarstwem Jacquesa Herolda i zetknął się z C. Brâncuşim. We wczesnej twórczości inspirował się doświadczeniem kubistów i dadaistów, a w 1933 związał się z nurtem surrealistycznym. W 1934 wrócił na 4 lata do Bukaresztu, w 1938 na stałe osiadł w Paryżu, gdzie poznał Jacqueline Abraham (którą w 1946 poślubił). Sławetną utratę oka malarza, będącą przykładem surrealistycznego wątku przypadku obiektywnego, opisuje Pierre Mabille w artykule z 1939 roku opublikowanym w czasopiśmie Minotaur. Autor docieka w nim masochistycznego oczekiwania utraty wzroku jako ekwiwalentu zyskania wglądu wewnętrznego. Poszkodowany, zyskujący później status naznaczonego, wyjątkowego, maluje wcześniej kilka wersji autoportretów bez oka.
W 1939 rozwiódł się z żoną. W 1940 po ataku Niemiec na Francję przeniósł się do Perpignan, a stamtąd do Saint-Feliu d'Amont we wschodnich Pirenejach, w 1941 otrzymał zezwolenie na pobyt w Marsylii, 1942-1944 przebywał w Remollon i Celliers de Rousset, w 1945 wrócił do Paryża. Malował głównie kompozycje figuralne, utrzymane w nastroju sennego koszmaru lub halucynacji, w których obsesyjnie powracają te same motywy: potwory, chimery, dziwaczne twory wyobraźni (m.in. Życie wewnętrzne z 1939, Fascynacja z 1940). Jego obrazy charakteryzują się niemal naturalistyczną formą i ostrym, dysonansowym kolorytem. Podczas II wojny światowej wprowadził technikę malarstwa woskowego, co spowodowało stonowanie i ocieplenie kolorów. Zainspirowany sztuką ludów pierwotnych i średniowiecznych prymitywów, upraszczał motywy figuralne, nadając im znaczenie magicznych znaków i symboli (np. Kamień filozoficzny z 1940, Mity do dyspozycji z 1945). W 1951 zorganizował wystawy indywidualne w Hanowerze i Londynie. W 1953 rozpoczął współpracę z Alexandre Iolasem, w 1958 zorganizował wystawy indywidualne w Mediolanie i Rzymie, 1960-1961 odbył podróż do Hiszpanii (Madryt i Barcelona) i Włoch. W 1963 otrzymał francuskie obywatelstwo.